# 라사압소

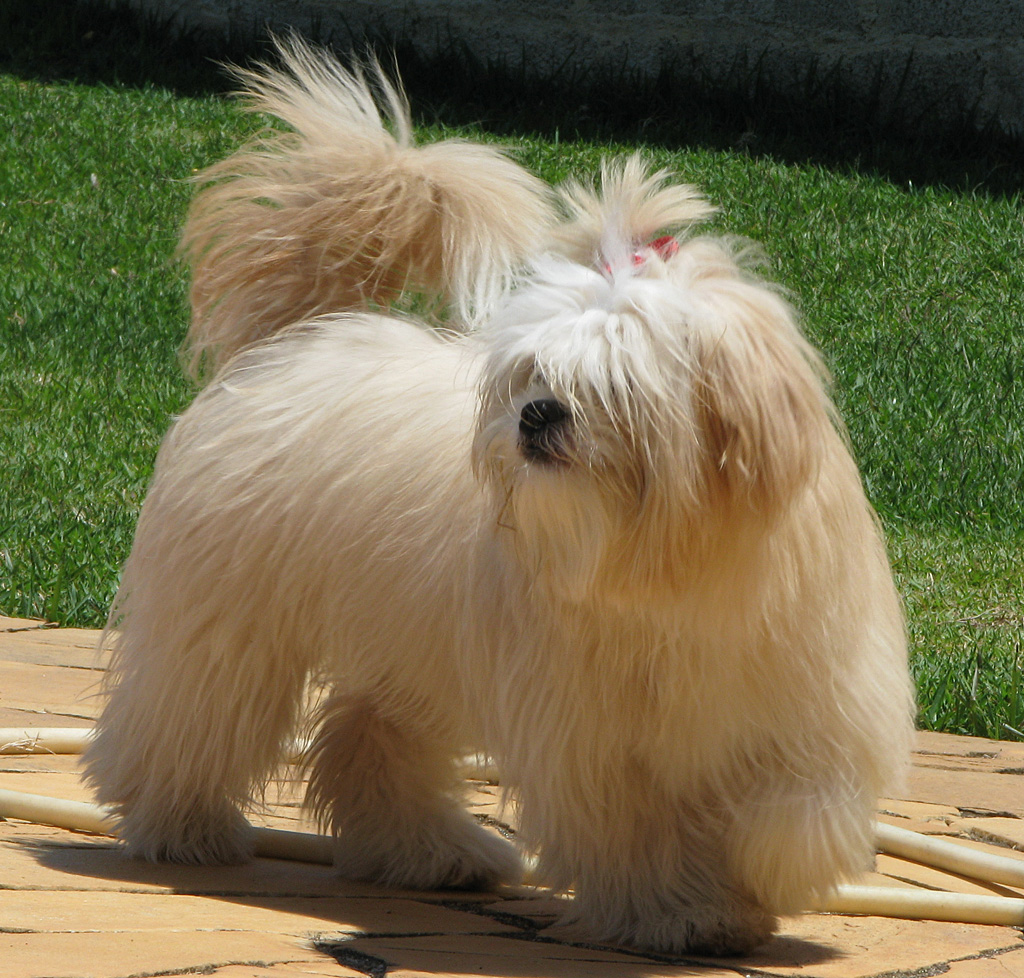
라사압소

라사압소(Lhasa Apso)는 역사가 2,000년이나 된 개로 원산지는 티베트이다. 라사압소는 “라싸의 산양”이라는 뜻이며, 1920년 유럽에 소개되었다.
긴 털이 온몸을 덮고 있으며 털 색깔은 다양하다. 낯선 사람을 잘 가려내며 경계심이 강하고 주인에게 순종적이어서 집 지키는 개로서 적당하다.
라사압소는 라싸의 궁궐에서 기르던 개로서, 궁궐 밖에 내보내는 일이 거의 없었으나, 청나라가 붕괴되는 혼란기에 유럽에 알려졌다. 라사압소의 혈통을 지닌 시츄나 페키니즈는 청나라 황궁인 자금성 안에서 키우던 개의 후손인데, 원래는 중국 황실에서 티베트에 요청하여 데려간 개가 아편전쟁과 청나라 붕괴의 혼란기에 유럽에 알려지게 된 경우로 여겨진다.

## 같이 보기
- 시츄
- 페키니즈